# TMF NL
Dit overzicht is mogelijk incompleet; u kunt helpen door het uit te breiden.
TMF NL was een digitale televisiezender van MTV Networks Benelux. De zender werd samen met drie andere digitale zenders van MTV Networks gepresenteerd, namelijk TMF Pure, TMF Party en Nick Jr, en startte op 1 mei 2005.
Op TMF NL werd non-stop muziek van Nederlandse bodem uitgezonden. De zender werd op 31 december 2011, net als de overige activiteiten van TMF Nederland, opgeheven.